# ナイトシャッフル
『ナイトシャッフル』は、1994年5月1日から2016年3月18日まで、FBS福岡放送で日曜 22:30 - 23:24に放送されていたローカル情報番組。
日曜日22:30 - 23:24のローカル枠にて放送開始。かつては生放送であったが、2009年以降は収録番組になった。合言葉は「日曜の夜は、家族みんなでナイトシャッフル」。また、金曜日19時からのゴールデン枠に移った後は 「金曜の夜も、家族みんなでナイトシャッフル」となった。番組連動型データ放送を実施。
2015年4月10日より、金曜 19:00 - 19:56に放送時間を移動し、『ナイトシャッフルG』（ナイトシャッフルゴールデン）に改題された。
2016年3月18日、放送1,069回で終了した。

## 放送内容
主に放映エリアである福岡県および佐賀県の地域情報を発信する。内容は2つの大きな特集を軸とした。
- 前半はレポーターと福岡に来た芸能人が一緒に福岡のグルメを探訪するコーナー。通称「おもてなし」「一日デート」。後年は番組レギュラーの博多華丸・大吉が東京に進出したため、東京ロケであることも多かった。
- 後半は司会や準レギュラー陣が、様々な挑戦をするコーナー。初期は、今井雄太郎と一般視聴者が対戦し、今井から一般視聴者がホームランを打てば100万円が貰える企画「今井弁慶に挑戦」のコーナーが軸であったが、中期以降は殆ど放送されなかった。

番組開始当初から、日曜22:30 - 23:30はNNS各局のローカルセールス枠で、当該枠で放送し続けたが、2015年度から放送の「日曜ドラマ」がNNS加盟全局（クロスネット局も含む）の共通ネット番組となったため、2015年度からは新たに日本テレビ系列のローカルセールス枠に設定された金曜19:00 - 19:56の枠に移動した。

### 出演者
- 当時FBSアナウンサー（現：立憲民主党参議院議員）の古賀ゆきひとの司会で放送開始したが、古賀が新番組『めんたいワイド』の司会をすることになり、山本華世と浜崎正樹（FBSアナウンサー）に変更。なお、今井雄太郎は番組開始当初から出演していた。
- 福岡の番組では珍しく、全国区で活動する芸能人がほぼ毎週出演し、当初は競艇対決、釣り対決、パチンコ対決、ボウリング対決などを繰り広げていた。
  - 船越英一郎も、福岡で活動する福田健次（現：中間市長）と親友の間柄であることから、この番組の準レギュラーに名を連ねていた。
  - そのためか、FBSがホークス戦のデーゲーム中継を行う際は、日によっては『ナイトシャッフル』チームが出動し、「解説・今井、ゲスト・山本、実況・福岡」のスタイルで副音声実況を行うことがある。
  - これに関連する企画として「人文字応援」がある（詳細は後述）。

### その他
- 番組内ではFAX、メールを受け付けており、一部番組内で紹介する他、抽選で特製クオカードをプレゼントしていた。
- かつてはキリンビールがメインスポンサーとなっており、番組内でキリンの新製品を紹介したり、今井が酒類を試飲することもあったが、その後は高山質店、西日本シティ銀行を中心としたスポンサー構成となった。
- 2006年8月20日の放送で、福岡のデザイン会社「空気モーショングラフィックス」が制作した新オープニングCGが発表され、バックストリート・ボーイズのブライアンが手掛けたオリジナルテーマソングとともに翌週8月27日の放送から使用されている。
- 2009年以降、スタジオパートが録画になることが度々あり、同年4月5日の放送より完全な収録番組になった。スタジオ進行からナレーションによる進行に変わり、番組ロゴ、オープニングCGも変更された。スタジオシーンに関しては、コーナー内で紹介された物を体験するものに変更された。
- 2009年4月26日の放送で、番組放送開始から歴代最高となる20.9％の高視聴率を記録した。
- 企画段階では『FBSウィークリー』という仮タイトルが付けられていて、土曜夕方に放送されることを前提とした企画となっていたが、結果的には（放送枠第2候補だった）日曜22：30-23：24枠での放送となった[1]。

## 放送していたコーナー
おもてなし / 一日デート
キャンペーンや舞台出演などで来福するタレント・俳優・女優をニューオープンのお店数件に案内し、飲食しながら裏話を聞き出すコーナー。
初期はレギュラー出演者やレポーターがエリア内の飲食店を紹介するコーナーだったが、博多座オープンの頃から放送頻度が上がり、総集編も組まれるレギュラー企画となった。
今井弁慶に挑戦
昭和最後の完全試合投手・今井雄太郎が、福岡ドームでバッティング自慢の一般視聴者（挑戦者）と一打席勝負を行う。ヒットなど挑戦者が結果を出した場合は、スポンサーから賞品が贈呈されるが、バックスクリーンへのホームランが飛び出した場合はFBSより賞金100万円が贈られる。なお、今井が三振を奪った場合は「弁慶」に因み、挑戦者のバットを没収する。合言葉は『全員三振!』。2001年を最後にほとんど放送されていなかったが、2012年11月4日に中学生との対決企画として放送された。
今井雄太郎、世界を釣る
「世界の釣り師」を自称する割に全く釣れないことも多く、挙句の果てには船酔いまでしてしまう今井雄太郎が、安田栗之助、田中健ら釣り自慢の準レギュラー、もしくはゲストと釣り勝負を行う。負けた者には「人間魚拓」などの厳しい罰ゲームが課される。
この企画では今井が勝ちたい一心で勝手にルールを変更したり、釣り船には慣れているはずなのに船酔いして嘔吐をしたりするなど、釣りをよく知らない素人にも受け入れられやすい要素も盛り込まれている。また情報番組らしく、釣り場周辺のレジャー情報も織り込まれる。
競艇対決・競馬対決
福岡競艇場（ボートレース福岡）、唐津競艇場（ボートレース唐津）、小倉競馬場などで、二人一組となって馬券・舟券を購入し、最終残金を競う企画。主にコーナーの勝負対象となるレースは、中盤から後半の3～5レースほどである。1万円を持ち金として開始し、昼食代などもその中から払わなければならない。最終レースは持ち金全てを賭けるルールで、ゼロとなったチームは罰ゲーム。
博多華丸らは、毎回場内に常駐している顔馴染みのスポーツ新聞の記者と予想を相談していた。
パチンコ対決
福岡市内のパチンコ店を借り切って行われ、パチンコの最終出玉を競う企画。ドル箱一箱よりスタートで、最終的に一番玉数の少ない者が罰ゲーム。
ボウリング対決
対決モノでは一番行われる頻度が高い。二人一組、3チームの対決。
なお、1ゲーム中、2つのフレームが「ボーナスフレーム」となっている。3人の覆面をした人物が現れ、その時点でトータルスコアの低いチームから代わりに投げてもらう人物を決める。3人のうち一人が、天才少年、ボウリング歴が長い老人、プロボウラーなどボウリングが上手な人物であることが多い反面、他の二人はズブの素人であることが多い他、紹介で出演者を騙しておいて、後で裏切ることもある（例：ボーリングの達人）。
もう一つのボーナスフレームは、レーン上のピンが3本のスプリットになっており、スコアの低いチームから難易度の低いゲームに挑戦する。一投目で3本全て倒すと10ポイント、二投目で残りを倒せば5ポイント、1本でも残ればゼロとなる。
この対決では、ボウリングを得意とする準レギュラーの川満聡が、毎回マイボール・マイシューズを持ち込むのが恒例となっていた。
ターミ姐ちゃん
山本華世が困っている視聴者のお手伝いをするコーナー。このコーナーから派生した企画として、来日した大物ハリウッドスターに逢いに行くというものもあり、これまでに数多くのスターと共演を果たした。
ホークス人文字応援
毎年夏に一回行う。ホークス選手がダッグアウトから見えるように福岡ドームの三塁側スタンドの一角を買い取り、一般視聴者と共に人文字型の応援を行う。
山本華世や今井雄太郎が中心となり、また準レギュラーとして出演している松村邦洋や坂本ちゃんなども参加して、ボンボンなどを使い、人文字を作り上げていた。
当該試合についてはFBSが中継し、人文字の模様を生で伝えている。
温泉放浪記
関サバ夫・アジ平（パタパタママ）の下畑博文が、ゴールである二日市温泉（筑紫野市）を目指して温泉を渡り歩く企画。訪れた温泉に来ていた客にお勧めの温泉を聞き、その温泉に行かなければならず、客が「二日市温泉」と言わない限りゴールできないというルールとなっている。
このシステムからも判るとおり、CBCテレビ『ノブナガ』の名企画「ワッキーの地名しりとり」に範を取っている。
ゴチになります
キー局である日本テレビの『ぐるぐるナインティナイン』の企画をそのまま拝借したもので、ゲストとして出演した、当時本家にレギュラー出演していた出川哲朗に「パクりじゃないすかー」と言われている。船越英一郎は本家レギュラー就任前にこちらのコーナーに出演したほか、芝田山親方や前田武彦などの豪華ゲストが参戦している。
いいとこMAP
一つの通りをレギュラー出演者が歩き飲食店などを紹介するコーナー。
ns@（シャッフルアットマーク）
日本一太郎
モリレオ
テレビドラマ『ガリレオ』のパロディで、どんぴしゃの森本のりひさが福山雅治になりきり、郷土の過去などを追及するコーナー。
キノレオ
東京進出した森本のりひさに代わり、パタパタママの木下貴信が古い写真からその場所を探すコーナー。ゲストで福山雅治のそっくりさんであるみっちーが登場することもある。
2009年度の九州放送映像祭では審査委員特別賞を受賞するなど、リスペクトコーナーにしては珍しく高い評価がなされている。
2010年5月23日放送分では、博多銘菓「雪うさぎ」のCM曲の作曲者が大野雄二、歌手が山本潤子であることを解明し話題になった。
コダワリノオトメ
タレントが福岡市内のショップを巡りながら、自分のファッションや趣味などに対する「こだわり」を披露する。
福岡（佐賀）県人会
福岡県出身で東京で活動するタレントが、東京で地元の料理を食べながら地元の事や郷土に対する想いなどを語る。
境界人間ユウ
パラシュート部隊の斉藤優が、商品名やローカルタレントの名前など、北部九州の事象を日本列島東部の人はどこまでの人が知っているかを調査するコーナー。

## 出演者

### MC
- 山本華世[2]
- 今井雄太郎[2]
- 福岡竜馬（FBSアナウンサー）
- 財津ひろみ（FBSアナウンサー、2015年4月から、2015年3月までは準レギュラー）

### 準レギュラー及び元準レギュラー
（五十音順）
- 安倍麻美
- 市川右近
- 市川猿之助
- 市川春猿
- 市川笑也
- 井上公造
- IMALU
- 上原美優
- おおぎけいこ
- 桂小枝[3]
- 角野友紀
- 亀梨和也
- 川上泰生
- 川満聡
- 日下部基栄
- 寿一実
- コンバット満
- 斉藤優（パラシュート部隊）
- 坂本ちゃん
- 芝田山親方
- 島田誠
- しらいえこ
- 鈴木ヒロミツ
- 田中健
- チング
- つるの剛士
- どんぴしゃ
- 長池徳士
- 博多華丸・大吉
- パタパタママ（関サバ夫・アジ平）
- 原口あきまさ
- 福田健次
- 船越英一郎
- 松村邦洋
- 村田友紀
- 安田栗之助
- 山内恵介
- 若菜嘉晴

つるの・IMALU・山内の三人はゴールデンからの準レギュラー。ゴールデン時代の初回放送は、その3人のお披露目を兼ねた生放送を行った。

### 登場したゲスト
（五十音順） ※は来福の際に出演する常連ゲスト、※は定期的に出演しているゲスト
- 青田典子
- 安倍なつみ
- 綾瀬はるか
- アンミカ
- 市川海老蔵※
- 五木ひろし
- 岩城滉一
- インパルス
- 上戸彩
- ウエンツ瑛士
- 岡村隆史(ナインティナイン)※
- 岡田准一(V6)
- 小倉優子※
- オリエンタルラジオ
- 亀梨和也
- 叶姉妹
- 川嶋あい
- 神戸蘭子※
- 北川景子
- 北島三郎※
- 木下隆行(TKO)
- 京本政樹
- 桐谷美玲
- 工藤夕貴
- 熊田曜子※
- 小泉孝太郎※
- 高良健吾
- コロッケ
- 西郷輝彦
- 次長課長
- 照英
- 城田優
- 陣内智則※
- 杉浦太陽
- スザンヌ
- 関根勤
- 瀬戸康史
- タカアンドトシ
- 高嶋政伸
- ダチョウ倶楽部※
- 田中好子※
- ダニエル・ラドクリフ
- 檀れい
- CHAGE
- デヴィ夫人
- 東方神起
- ナインティナイン
- 中澤裕子
- 中村梅雀
- 夏川純※
- 西内まりや
- 乃木坂46
- NON STYLE
- 葉加瀬太郎
- ハリセンボン
- パンクブーブー
- はんにゃ
- 氷川きよし
- 髭男爵
- 彦摩呂※
- 久本雅美
- 平山あや
- 藤井フミヤ※
- 藤崎マーケット
- 藤山直美※
- 藤原竜也
- フットボールアワー
- ブラックマヨネーズ
- ベンガル※
- BoA
- ほしのあき
- 堀内健
- 前田典子
- 松尾スズキ
- 松田宣浩（当時福岡ソフトバンクホークス）
- 松平健
- 松山ケンイチ
- マリエ
- みっちー
- 南野陽子
- 本村健太郎
- 森口博子
- 八嶋智人
- 安田美沙子
- 山口智充
- 山田優
- 山本高広
- 山本美月
- YUI
- 吉澤ひとみ
- 吉田羊
- LIZA

他多数

## 歴代司会者
- 古賀ゆきひと（1994年5月1日- 1995年9月27日）
- 浜崎正樹（1995年10月4日 - 2006年3月26日）[2]

## めんたいワイドとのつながり
- 『24時間テレビ』時に、ホークスタウンを会場にFBS平日の夕方番組『めんたいワイド』とフードバトルを行っている。2004年の場合、めんたいワイド側はそばめし、ナイトシャッフル側はスープカレーを提供。2004年は同数で引き分けとなった。
- 2005年春にはこの2つの番組が組んで、天神岩田屋でイベント「全国グルメ紀行」を行う。ここでも、スイーツ対決を行っているが、奇しくもこの期間中に福岡県西方沖地震が発生してしまった（当日の夜にも番組は放送されたものの、当時担当していた浜崎アナは玄界島に渡り、番組は地震情報一色となった）。
- 2005年のフードバトルでは、めんたいワイド側がオムそば、ナイトシャッフル側が角煮まんを提供。結果はナイトシャッフルがトリプルスコアで勝利を収めた。
- 2連勝を掛けた2006年は、めんたいが「ケバブサンド」、シャッフルが「焼きラーメン」を提供。途中激しい夕立に遭い、配膳がストップするアクシデントに見舞われ、結果もめんたい勝利に終わった。

## 戦場カメラマン・橋田信介とのつながり
- タイ・バンコクでのロケを行っていた際、山本華世やその同行スタッフと知り合ったのがきっかけ。当該地域を取材拠点にしている関係で裏の裏までバンコクに詳しく、その後この収録のブレーンとして携わり、番組にも出演した。この収録で華世は橋田と懇意となり、その後一日デート企画に出演を依頼、福岡のおいしいスポットを渡り歩いた。橋田は博多ラーメンや新鮮な刺身に舌鼓を打ち、「タイはろくな魚がない」などの名（迷?）言も残した。
- その後も橋田はシャッフルの企画に関わる予定であった。しかし、「これが最後の戦場取材になるだろう」と漏らしていたイラクで襲撃に遭い、2004年5月27日に帰らぬ人となった。
- 橋田の死の直後、番組では追悼企画が組まれ、元気だった橋田の姿が改めて電波に乗った。視聴者からは橋田を悼むメッセージが多く寄せられ、華世が思わず涙ぐむほどであった。また、橋田は死の直前、現在でも続く「ホークス人文字応援企画」（福岡ドーム内野スタンドの一角を買い切り、高校野球の応援に見られるような人文字を使ってホークスを応援する企画）を大変楽しみにしていたという。その事もあり、人文字応援は単なるホークスの応援だけでなく、橋田への、そして平和への祈りの意味も込められ、現在でも続く人気企画となった。
- 橋田の死後、「久留米ラーメンがタイ進出を目指す」というロケ企画に、妻である橋田幸子が参加。夫婦ともども番組に関わることとなった。